# 加利福尼亚州分治与分离

目前加利福尼亚州各县的行政区划图。

加利福尼亚州分治与分离（英語：Partition and Secession in California）是自加利福尼亚州于1850年加入美国联邦前后就争议不断的问题。加利福尼亚州是美国人口最多的州，同时也是面积仅次于阿拉斯加州和德克萨斯州的第三大州。从其成为美国一个州开始，有超过220项提案建议将加州分治；其中有至少27个是美国建国前150年的重要提案。此外，还有诸如卡斯卡迪亚提案建议将美国西部多个州或大片地区从美国分离出去，这其中就包括北加州的部分地区。

## 历史分区
在加利福尼亞州加入美國聯邦之前，它就曾一度被分割成許多部分。在西班牙殖民加利福尼亞州地區時（1768年－1804年），加利福尼亞省南北跨度長達3,200（2,000英里），並被分割成由方濟各會所領的北部上加利福尼亞省和由道明會所領的南部下加利福尼亞省。1782年，西班牙政府任命費利佩·德·內韋為上加利福尼亞的總督，他是該地區首位文官總督，推行世俗行政管理，並推動城市規劃與建制，包括創立洛杉磯等多個定居點，其治理亦被視為上加利福尼亞由教會統治轉向民政體制的重要標誌。
在1846年至1848年的美墨战争期间，上加利福尼亚省被拆分成5个州。其中上加利福尼亚省的西端部分最先加入美国联邦而成为现在的加利福尼亚州；随后其余部分也陆续加入美国并成为现在的内华达州与犹他州全境以及亚利桑那州和怀俄明州的部分地区。而下加利福尼亚省依旧处于墨西哥的统治之下，并在随后拆分成了两个州。
1888年，在时任墨西哥总统波费里奥·迪亚斯的领导下，下加利福尼亚省被收为墨西哥联邦直接管辖的领土并改称为“下加利福尼亚北领土”。1925年，北领土在北纬28度以北的北部成立为下加利福尼亚州；而人口稀少的北领土南部地区也在1974年成立为南下加利福尼亚州。

## 分治历史

### 建州之前
由于美国在美墨战争中的胜利以及墨西哥在随后1848年的割让，加利福尼亚地区成为了美国管辖下的领土。战后，美国南方的蓄奴州与北方的自由州就这些领土的蓄奴合法性产生了争端。在争端中，南方州想延长密苏里妥协线到南加利福尼亚地区及太平洋沿岸以扩大蓄奴州的范围，但这遭到了北方自由州的反对。
从1848年末开始，大量美国人和外国人进入加利福尼亚地区并形成了加利福尼亚淘金潮，这导致加利福尼亚地区的人口激增。为了响应日益增长的需求并建立一个更好且更具代表性的政府，加利福尼亚地区在1849年举行了制宪会议。加利福尼亚制宪会议的代表们一致宣布奴隶制为非法，因此密苏里妥协线并未延伸至加利福尼亚地区境内；即便是人口稀少的南加利福尼亚地区也从未有过蓄奴，且这里的居民大部分是西班牙裔。代表们以当前的边界划分申请了建州。作为1850年妥协案的一部分，美国国会当时的南方代表们勉强认可了加利福尼亚地区的自由州地位；美国国会于1850年9月9日正式批准加利福尼亚地区在1850年9月9日正式成为美国的第31个州。

### 建州之后
在1850年代，南加利福尼亚至少三次企图与北加利福尼亚分离并谋求独立州或领土地位。
- 1855年，加利福尼亚州众议院通过了将本州一分为三的提案[7]。南部加州诸县，以北至蒙特雷县、默塞德县及马里波萨县部分地区为界，组成科罗拉多州（后来该州名被科罗拉多领地在1861年占用）；这部分如今在整个加利福尼亚州的人口占比超过三分之二。而加州北部的德尔诺特县、锡斯基尤县、莫多克县、洪堡县、三一县、沙斯塔县、拉森县、蒂黑马县、普卢默斯县，以及布特县、科卢萨县（包括现在的格伦县）、门多西诺县等三县的一部分则组成了沙斯塔州；今天该地区的人口仅略超过100万。导致这个提案诞生的主要原因在于加利福尼亚州的土地面积略显尴尬，既没有大到足以在美国国会内获得更多的代表席位，也没有小到足以让州政府便于管理；同时，州首府距离南加州等地区较远，不利于州政策的进入。不过与其他当时紧迫的政治事务相比，该提案的重要度较低而导致优先级非常低，最终该提案在加利福尼亚州参议院被搁置至自动失效[7]。

- 1859年，加利福尼亚州立法机关和州长批准了《皮科法案（Pico Act）》，该法案由代表南加利福尼亚的州参议员安德烈斯·皮科（英语：Andrés Pico）提案；法案的目的在于沿着北纬36°线将加利福尼亚州南部地区分割为“科罗拉多领地（英语：Territory of Colorado (California)）”[8][9][10]。该法案被提出的主要理由在于加利福尼亚州南部和北部之间的文化和地理差异。法案获得时任加州州长约翰·韦勒的签署而通过，这份法案得到了来自科罗拉多领地选民的压倒性支持；随后法案被其强力支持者——联邦参议员米尔顿·莱瑟姆提交到华盛顿特区。但是，自1860年美国总统选举后产生的美国内战及分裂危机让时任美国总统亚伯拉罕·林肯比以往任何时候都反对该法案，最终此法案在联邦立法机关被否决[7][8][9][11]。

- 19世纪时，萨克拉门托的政客们曾认真地讨论要沿着蒂哈查皮山脉（英语：Tehachapi Mountains）将加利福尼亚州一分为二，因为当时崎岖的山路上山脉两侧的交流非常不畅。但当技术进步到可以在此山脉修建公路时，相关讨论便终止了。这条公路便是里奇公路（英语：Ridge Route），也就是今天5号州际公路上的帝洪山口（英语：Tejon Pass）。

## 另组联邦

### 生态乌托邦
作者欧内斯特·卡伦巴赫在1975年出版了一本名为《生态乌托邦》的小说。在书中，因为有对环境友好型生活及文化的追求，北加州、俄勒冈州及华盛顿州从美国联邦中脱离出来。但他后来放弃了这个想法，他说道：“我们现在被气候变化、海洋贫瘠、水土流失等等致命问题给联系到一起了。”
“生态乌托邦”这个概念后来被女作家星鹰借用并改编到她的小说《第五个神迹》中。在这本小说，以在未来从美国独立了的旧金山为中心的女性生态主义居民们与以洛杉矶为中心的右翼保守主义政权做斗争。

### 卡斯卡迪亚
虽然以建立卡斯卡迪亚为目的的独立运动的目标范围主要是加拿大的不列颠哥伦比亚省和美国的华盛顿州、俄勒冈州、爱荷华州，但通常也包括加利福尼亚州的北部地区。

## 独立运动
除了分治运动和另组联邦运动之外，也有很多组织主张分离运动，即让加利福尼亚州从美国独立。主张分离主义的论点都基于如下几个相同的理由：加利福尼亚州是国际第5大经济实体，以及全球娱乐（好莱坞）与科研（硅谷）中心。

### 加利福尼亚民族党
加利福尼亚民族党成立于2015年的政党，是一个倡导务实的平台。其长远政治目标是通过和平和合法手段让加利福尼亚州从美国独立出来。加利福尼亚民族党的名称和宗旨部分受到苏格兰民族党的启发；而苏格兰民族党是一个社会民主主义、公民民族主义的中间偏左政党，提倡进步主义政策和苏格兰独立。

### 加利福尼亚自由联盟
加利福尼亚自由联盟是一个政治团体，成立于2017年。加利福尼亚自由联盟倡导给加利福尼亚人在政治、经济及社会方面增权；要求提高加利福尼亚州在全民医疗保健及教育方面的经费、增加加州在美国国会的代表人数以及需求加州独立。

### 是的加利福尼亚
在由美国共和党提名的唐纳德·特朗普赢得2016年美国总统选举之后，是的加利福尼亚在借鉴了英国脱欧（Brexit）运动之后发起了“加州脱美（Calexit）”的分离运动。他们计划搜集585,407个签名，以便在2018年的公投里加入这个分离提案。但到了2018年7月时，加州脱美运动扩大了他们的目标，其中一个计划就是加州东部建立一个“美洲土著人自治国家”，并决定“推迟公投以说服共和党州支持他们的分离计划”。
是的加利福尼亚由目前定居在俄罗斯的纽约人路易斯·马连利尼创立，该组织有部分资金来自俄罗斯政府。